# Batoemistadion
Het Batoemistadion (Georgisch: ბათუმის სტადიონი), of Adjarabet Arena om sponsorredenen, is een voetbalstadion in de Georgische stad Batoemi. In het stadion speelt Dinamo Batoemi haar thuiswedstrijden. Het stadion werd geopend in 2020 en biedt plaats aan 20.035 toeschouwers.

## Interlands
Het Georgisch voetbalelftal speelde jarenlang haar wedstrijden in het verouderde Boris Paitsjadzestadion in hoofdstad Tbilisi. In 2021 speelde het nationale team haar eerste wedstrijden in het modernere onderkomen in Batoemi.
| 1 | 2 september 2021 | Georgië – Kosovo      | 0 – 1 | WK 2022 kwalificatie | 122    |
| 2 | 9 oktober 2021   | Georgië – Griekenland | 0 – 2 | WK 2022 kwalificatie | 0      |
| 3 | 11 november 2021 | Georgië – Zweden      | 2 – 0 | WK 2022 kwalificatie | 6.800  |
| 4 | 25 maart 2023    | Georgië – Mongolië    | 6 – 1 | Vriendschappelijk    | 12.685 |
| 5 | 28 maart 2023    | Georgië – Noorwegen   | 1 – 1 | EK 2024 kwalificatie | 20.300 |